# Joan Fontaine

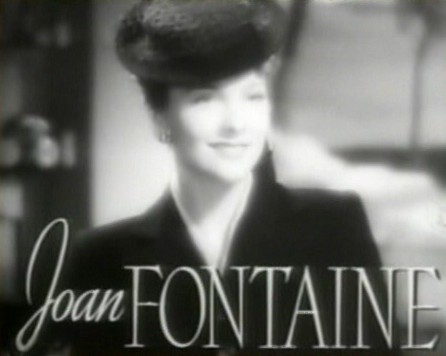
Joan Fontaine

Joan Fontaine (n. Joan de Beauvoir de Havilland; n. 22 octombrie 1917, Tōkyō, Japonia – d. 15 decembrie 2013, Carmel-by-the-Sea, California, SUA) a fost o actriță americană de etnie britanică. A fost sora mai mică a actriței Olivia de Havilland.